# Fritz Spengler
Fritz Spengler (Mannheim, 6 de septiembre de 1908 - Saarbrücken, 10 de marzo de 2003) fue un jugador de balonmano alemán. Fue un componente de la Selección de balonmano de Alemania.
Con la selección logró la medalla de oro en los Juegos Olímpicos de Berlín 1936, los primeros con el balonmano como deporte olímpico.